# OpenClassrooms
OpenClassrooms é uma empresa de tecnologia educacional francês, com sede em Paris, e fundada por Mathieu Nebra.
Os cursos são disponibilizados no formato on-demand ou em períodos específicos (a critério da instituição provedora). Todos os cursos são gratuitos mas o aluno pode optar por pagar uma taxa para obter um certificado autenticado.
O OpenClassrooms oferece aulas em vídeos e uma vasta gama de opções de leitura obrigatória e extra, para melhor entendimento dos conteúdos repassados nas vídeo-aulas. É necessário completar todos os exercícios e rever o trabalho de pelo menos 3 colegas para que sua nota seja computada. Ao final de cada semana também é disponibilizada uma prova, na qual é necessária uma nota maior que 75% para passar.
O OpenClassrooms também conta com um aplicativo para IOS e Android, e possibilita gravar os conteúdos para acesso offline. Existem fóruns de discussão, e sua identidade é checada toda vez que é necessário entregar um projeto.